# Jaroměř
Jaroměř (tyska: Jermer) är en stad i regionen Hradec Králové i Tjeckien. Staden ligger 15 kilometer nordöst om regionhuvudstaden Hradec Králové, vid sammanflödet av tre floder, varav de största är Mettau och Elbe. I staden bor 12 489 invånare (1 januari 2016).

## Historia
Den historiska gamla staden har varit bebodd under mer än tusen år. Tidigt under 1000-talet byggde en prins från Huset Přemyslid ett fort och namngav detta till Jaroměř. Staden fick statusen kunglig stad under kung Ottokar I av Böhmen.
Mellan 1780 och 1787 byggde kejsare Josef II fortet Ples på den västra banken av floden Elbe. Senare fick detta bygge namnet Josefstadt, men bytte 1948 namn till Josefov.
Konstnären Josef Šíma föddes här 1891.

## Kultur
Varje sommar återkommer Brutal Assault, Centraleuropas största extrem metalmusikfestival. Över 10 000 hårdrockare från hela Europa kommer till staden för dessa tre festivaldagar.

## Vänorter
- Warrington, Storbritannien
- Ziębice, Polen